# Belemnia
Belemnia is een geslacht van vlinders van de familie spinneruilen (Erebidae), uit de onderfamilie Arctiinae.

## Soorten
- B. alpha Druce, 1884
- B. aplaga Hampson, 1901
- B. dubia Kirby, 1902
- B. eryx Fabricius, 1775
- B. inaurata Sulzer, 1776
- B. lydia Druce, 1896
- B. mygdon Druce, 1900
- B. ochriplaga Hampson, 1901
- B. pavonia Forbes, 1939